# Whispering Pines (Arizona)
Whispering Pines – jednostka osadnicza w Stanach Zjednoczonych, w stanie Arizona, w hrabstwie Gila.